# AS Kaloum Star
Der Association Sportive Kaloum Star, auch bekannt als AS Kaloum Star oder ASK, ist ein 1958 gegründeter guineischer Fußballverein aus Conakry.

## Erfolge
- Guineischer Meister: 1965, 1969, 1970, 1980, 1981, 1984, 1987, 1993, 1995, 1996, 1998, 2007, 2014
- Guineischer Pokalsieger: 1985, 1997, 1998, 2001, 2005, 2007, 2015
- Guineischer Supercup-Sieger: 2015
- Tournoi Ruski Alumini: 2003, 2007

## Stadion
Seine Heimspiele trägt der Verein im Stade de la Mission de Kaloum in Conakry aus. Das Stadion hat ein Fassungsvermögen von 1000 Personen.

## Trainerchronik
| Trainer             | Nation                               | von               | bis               |
| ------------------- | ------------------------------------ | ----------------- | ----------------- |
| Pascal Janin        | Frankreich                           | 14. August 2014   | 30. Dezember 2014 |
| François Zahoui     | Elfenbeinküste                       | 4. Februar 2015   | 7. Mai 2015       |
| Rigo Gervais        | Elfenbeinküste                       | 20. Mai 2015      | 30. Juni 2015     |
| Antonio Dumas       | Brasilien                            | 1. Juli 2015      | 1. Dezember 2015  |
| Denis Goavec        | Frankreich                           | 11. Dezember 2015 | 1. März 2016      |
| Denis Goavec        | Frankreich                           | 30. August 2016   | 4. Januar 2017    |
| Alain-André Landeut | Belgien Demokratische Republik Kongo | 1. Januar 2018    | 30. Juni 2018     |
| Rigo Gervais        | Elfenbeinküste                       | 11. August 2019   | 3. Oktober 2019   |
| Cheikh Gueye        | Senegal                              | 29. November 2020 | 25. Februar 2021  |